# Dorota Czykier-Wierzba
Dorota Czykier-Wierzba (ur. 9 listopada 1942 w Białymstoku, zm. 13 września 2022) – polska ekonomistka, prof. dr hab.

## Życiorys
W 1966 ukończyła studia w Szkole Głównej Planowania i Statystyki w Warszawie. W latach 1966–1968 pracowała jako asystent na macierzystej uczelni, w latach 1968–1988 była zatrudniona na Politechnice Gdańskiej, w Instytucie Nauk Społecznych. W 1973 obroniła na Uniwersytecie Gdańskim pracę doktorską Rozwój i rozmieszczenie przemysłu mleczarskiego województwa gdańskiego a warunki surowcowo-zbytowe województwa, w 1983 uzyskała w Akademii Ekonomicznej w Poznaniu na podstawie pracy Związek specjalizacji indywidualnych gospodarstw rolnych z kompleksem gospodarki żywnościowej stopień doktora habilitowanego. Od 1988 pracowała na Uniwersytecie Gdańskim. Tam w latach 1993–1995 kierowała Zakładem Małej Firmy, w latach 1995–2003 Zakładem Finansów Publicznych UG. 13 maja 1997 uzyskała tytuł profesora nauk ekonomicznych. Pracowała na stanowisku profesora zwyczajnego w Katedrze Finansów na Wydziale Zarządzania Uniwersytetu Gdańskiego.
Była członkiem Komitetu Ekonomiki Rolnictwa PAN.
Jej mężem był ekonomista, prof. Ryszard Wierzba.